# Bensaldehyd
Bensaldehyd, C6H5CHO, är ett organiskt ämne med en karakteristisk lukt av bittermandel. Ämnet består av en bensenring med en inbunden aldehydgrupp. 

## Egenskaper
- Brytningsindex 1,572…1,578 vid 20°C[1]
- Flampunkt 112 °C[1]
- Lättlöslig i etanol och eter[1]

## Miljöfara
P.g.a. att såväl vätskefasen är tyngre än vatten, och gasfasen tyngre än luft, tränger bensaldehyd lätt genom jordlager och smittar grundvattnet och andra vattenförekomster. Skadligt för vattenlevande organismer. Tysk miljöfaroklass WGK 3.

## Framställning
Bensaldehyd kan framställas från toluen (C6H5CH3) genom oxidation.
{\displaystyle {\rm {C_{6}H_{5}CH_{3}+O_{2}\rightarrow C_{6}H_{5}CHO+H_{2}O}}}
Vid ytterligare oxidering övergår bensaldehyd till det luktfria ämnet bensoesyra (C6H5COOH).

## Användning
Råämne vid framställning av vanillin och som mellanprodukt vid framställning av många slags kemikalier.
Doftämne i rengöringsmedel. Ingår som ingrediens i många parfymer.
Bensaldehyd används som bittermandelessens, säljs i Sverige som en hushållsarom, löst i olja (bl a rapsolja har använts). Den naturliga aromen i bittermandlar kommer just från bensaldehyd.
Det är också det ämne som ger den karakteristiska smaken till läskedrycken Dr Pepper. Används för att skapa körsbärsdoftande parfymer.